# Nuestra Señora de la Antigua Coronada (Almuñécar)
Nuestra Señora de la Antigua Coronada es una Imagen de la Virgen María que se venera en la Parroquia de la Encarnación de Almuñécar. Se trata de una imagen gótica de 45 centímetros (que alcanza los 75 centímetros con su traje de metal y piedras preciosas) entregada a la ciudad por los Reyes Católicos durante la Reconquista en 1489. 
Se trata de una Virgen de campaña que acompañaba al ejército clavada a la silla de una caballería, sirviendo como estandarte de las fuerzas militares. 
Patrona de Almuñécar desde 1569, alcaldesa honoraria desde 2010 y coronada canónicamente en 2016 por monseñor Javier Martínez, arzobispo de Granada.
Su nombre es una advocación mariana de la Iglesia católica cuyo símbolo es una rosa, creada por el papa San Silvestre en el siglo IV y cuyo nombre viene dado porque María es considerada como la consumación de las profecías del Antiguo Testamento.
Si bien su onomástica es el 8 de mayo, su fiesta se celebra el 15 de agosto, día de la Asunción de la Virgen. Ese día es el último de las fiestas de Almuñécar, cuando tiene lugar una función religiosa y una procesión por las calles de la ciudad y por mar, ya que es embarcada por los marineros sexitanos mientras hay una exhibición de fuegos artificiales en la playa, el Peñón del Santo y el Castillo de San Miguel.
En 2014, el Arzobispado de Granada autorizó la fusión de la hermandad del Santísimo Sacramento, del siglo XVI, y la de la Gloriosa y Mariana Hermandad de Nuestra Señora de la Antigua, Excelsa Patrona de Almuñécar, dando lugar a la actual Hermandad del Santísimo Sacramento y Ntra. Sra. de la Antigua Coronada, Patrona de Almuñécar.

## Historia

### Orígenes
De dónde surgió esta imagen que desde el siglo XVI veneran los sexitanos. Los datos existentes, aparte de escasos, son poco fiables. Así, unos cuentan que apareció en un pozo por la calle Antigua, en donde se le construiría una ermita sobre la planta de una pequeña mezquita (y pozos hubo alguno más en la historia de la imagen, cuando los gabachos se hicieron napoleónicos invasores). 
Otros dicen que impidió milagrosamente que los moriscos capitaneados por Aben Aboo, nombre de malvado de cómic, pero en realidad el último vasallo u oportunista de un sueño de la vuelta del Islam, en una noche del 15 de agosto de 1569, accedieran al recinto de la plaza fortificada. Esa noche, precisamente bajo advocación de la Asunción, patrona de vírgenes, marcó en el calendario que desde entonces se celebre como la fiesta patronal de la muy noble ciudad de Almuñécar, antes la enigmática, y es desde entonces que se la festeje en romería marítima con hachuelos y bengalas.
Pero no obstante, todo apunta, y mucho más desde que se quitó su cubierta de plata a fin de restaurarla y aparecer su verdadera naturaleza de madera policromada, que es una virgen de campaña que acompañaba al ejército clavada a la silla de una caballería, sirviendo como estandarte de las fuerzas militares. 
Pudo ser ese su origen y su procedencia. 
Y es plausible que entrara con aquellas tropas de orgullosos castellanos y que ocupará, como imagen venerada por las huestes de la Reina Isabel y el Rey Fernando, el patronazgo de la hasta entonces Al-Murecab, por donde entraran (Abderramán) y salieran árabes (Boabdil). Un icono perentorio que imponía su condición de símbolo de la conquista en nombre del Dios de los cristianos.
Puede ser, que esta talla policromada de reminiscencias visigóticas entreverada de renacimiento y de similar iconografía con la Virgen del Rosario, la tan venerada por la Orden de los Dominicos, fuese la imagen que hoy vemos trajeada en plata con el estilo en el ropaje de los Austrias, tan retratado por Velázquez, y recamada en piedras preciosas por la generosa dádiva de la promesa de una señora, y que fueron aligeradas por la codicia o la rapiña de las guerras, y luego, posteriormente, sustituida por gemas de menor calidad en pureza.
Pero también hay otro dato. Se sabe que los dominicos, devotísimos marianos en advocación del Rosario, hacían remontar el origen de esta devoción al fundador de la orden. Alrededor de 1210 la Virgen se habría aparecido a Santo Domingo, donándole un rosario que este llamó corona de rosas de Nuestra Señora. La Virgen del Rosario no apareció sobre ningún monumento figurativo anterior al último cuarto del siglo XV. Se trata de una devoción tardía, más o menos contemporánea del culto de la Virgen de los Siete Dolores y muy posterior a las Vírgenes de la Piedad o de la Misericordia.
Pero para más coincidencia, la Virgen se presenta sentada, con el Niño Jesús sobre las rodillas, y es ella o el Niño, en la nuestra el futuro Jesús es Cristo, quienes presentan el rosario a Santo Domingo. La nuestra, sin la coraza argéntea parece, como demuestra la foto, estar bajo una perspectiva sedente.
Y qué tienen que ver los dominicos en todo esto.
Una carta recopilada por Jorge Alonso García, es carita de plata al respecto: “Poco después de recuperada esta ciudad y expelidos los agarenos, parece ser se intentó fabricar en ella un convento de la Orden de Santo Domingo”. La dicha fundación, se añade posteriormente que no llegó a realizarse, pudiera haber sido proyectada paredaña a las murallas. Precisamente el hallazgo de la imagen, cuentan, se produce en un pozo de la calle Antigua, justo cercano a las murallas y al punto de ella conocido como Puerta de Vélez. ¿Pudo ser la imagen olvidada por estos dominicos que no llegaron a realizar su convento, u ocurrió alguna revuelta, de las muchas algarabías que se sucedían en aquellos momentos, que hizo ocultarla? 
Todas las premisas pueden concatenarse por azares, que determinaran que la imagen fuese estandarte y a su vez los dominicos la tomaran como símbolo devocionario protector al estar la Antigua, venerada en muchos puntos de Castilla, en simbología del Rosario.
Nos movemos en arenas movedizas del tiempo y sus enigmas.

### Patronazgo
Los almuñequeros celebran sus fiestas patronales el 15 de agosto desde 1569, cuando un hecho de armas provocado por el caudillo morisco procedente de las Alpujarras ,Aben Humeya, sorprendió a las tropas cristianas al intentar apoderarse del Castillo de San Miguel.
Fueron derrotadas las tropas invasoras por el ejército de Felipe II, capitaneado por Don Lope de Valenzuela, quien estaba al mando de la fortaleza del Castillo. 
La acción bélica transcurrió, precisamente, en la madrugada del 15 de agosto de 1569, y los habitantes atribuyeron la victoria a la milagrosa intervención de la Virgen de la Antigua.
Desde entonces, se viene celebrando en Almuñécar ese hermoso día de la Virgen, ofreciendo al curioso visitante el atractivo espectáculo de su procesión marítima, que por aquella época, la Patrona estaba acompañada por la Virgen del Carmen para ser embarcadas ambas, desde la playa de San Cristóbal a la playa de Puerta del Mar.

### Alcaldesa Honoraria
El 11 de agosto de 2010, el pleno del Ayuntamiento de Almuñécar reunido en sesión extraordinaria, acordaba el nombramiento de Ntra. Sra. de la Antigua como alcaldesa honoraria de Almuñécar, haciéndole entrega del bastón de mando y de la medalla de la ciudad. Este nombramiento fue propuesto por la propia Hermandad Patronal y salió adelante con los votos a favor de todos los grupos municipales (CA, PP, PSOE), a excepción de IU.

### Coronación Canónica
El papa Francisco concedió el 14 de mayo de 2016, por mediación de la Congregación para el Culto Divino y la Disciplina de los Sacramentos, la Coronación Canónica de la imagen de la Virgen venerada bajo la advocación de la Antigua, en la parroquia de La Encarnación de Almuñécar.
Dicho acto se llevó a cabo el sábado 6 de agosto en el Parque del Majuelo ante 4000 personas, presidiendo la celebración el arzobispo de Granada monseñor Javier Martínez, junto al párroco de Almuñécar, Vicente Guerrero y el anterior párroco, Eugenio Valero. Asistieron también el vicario de la comarca, Juan Bautista y el cura párroco de La Herradura, Néstor Robledo, entre otros. También estuvo presente una amplia representación del Ayuntamiento sexitano, encabezada por la alcaldesa, Trinidad Herrera Lorente, así como representaciones de las cofradías del municipio y otras invitadas de la provincia.
La Virgen fue trasladada en rosario de la Aurora a las 07:00h desde la parroquia hasta el citado parque, donde permaneció hasta el final de la ceremonia de coronación que dio comienzo a las 21:00h. Una hora más tarde, la Virgen regresó ya coronada a la parroquia de La Encarnación, en procesión de alabanzas acompañada por la banda municipal de música de Almuñécar. 
Para su coronación, la Hermandad renovó el ajuar de la Virgen con nuevos enseres: una media luna, una ráfaga, un guion y ambas preseas para la Virgen y el Niño, además de acometer la restauración del traje.
Como actos previos de preparación, la Hermandad llevó a la Virgen de la Antigua a todos los barrios de la localidad en Rosario de la Aurora, permaneciendo en devoto besamanos todo el día en los templos de los barrios hasta la celebración de la eucaristía por la tarde y procesión de regreso a la parroquia. Se creó en grupo de oración de la Hermandad que se reúne los primeros y terceros domingos de cada mes en la capilla de la patrona para rezar Laudes, Santo Rosario y Ángelus. Y se comenzó a trabajar también en un centro de día para personas mayores como obra social de la Coronación.

## Marchas dedicadas
-Agrupación Musical-
- Reina Marinera (José Manuel Sánchez Molero, 2009)

-Banda de Música-
- Antigua, Reina y Señora (Víctor Manuel Ferrer Castillo, 2012)
- Ntra. Sra. de la Antigua Coronada (Luis Mariano Franco Medina, 2014)
- Reina de Almuñécar (Manuel Vargas Gardón, 2016)